# Fontenay, Indre
Fontenay är en kommun i departementet Indre i regionen Centre-Val de Loire i de centrala delarna av Frankrike. Kommunen ligger i kantonen Vatan som tillhör arrondissementet Issoudun. År 2022 hade Fontenay 77 invånare.

## Befolkningsutveckling
Antalet invånare i kommunen Fontenay
Referens:INSEE